# Брайон, Джон
Джон Брайон (Jon Brion) (род. 11 декабря 1963) — американский рок- и поп- мультиинструментальный исполнитель, певец, автор песен, композитор и продюсер.

## Биография

### Первые годы
Джон Брайон родился в Глен Ридж, Нью-Джерси. Его родители были музыкантами: мать — джазовой певицей, отец — дирижёром оркестра в университете Йалэ, а брат и сестра стали уважаемыми композитором и аранжировщиком. Брайон испытывал некоторые трудности в школе Хэмден, и в возрасте семнадцати лет забросил обучение, сфокусировавшись на профессиональных занятиях музыкой.

### The Bats
В начале восьмидесятых Брайон и музыкант, а также продюсер, Билл Мёрфи начали своё сотрудничество в городе Нью Хэвен, штат Коннектикут. Совершенно случайно они встретили басиста Дона «Riff» Фэртмана, и вместе основали «The Bats» (не путать с одноименной новозеландской группой). The Bats выпустили сингл «Popgun» и один альбом, «How Pop Can You Get?» на лейбле Gustav Records в 1982-м. Работы были благоприятно восприняты критиками, но не имели коммерческого успеха, и в конце концов, трио распалось.

### Участие в других коллективах
в 1987-м Брайон переехал в Бостон, где он играл соло, основал недолго прожившую группу World’s Fair, и стал участником гастрольного состава группы 'Til The Grays. Брайан играл на множестве инструментов для альбома «Omnipop» Сэма Филипса, который вышел в 1996-м. Брайон также выступал в качестве клавишника и барабанщика на записи альбома «kissin' Time» Марианны Фэйтфул, что вышел в 2003-м, и помимо этого, стал соавтором песни «City of Quartz» для её следующего альбома, «Before the Poison».

### Продюсирование
После того, как Брайон стал узнаваемым в среде наемных музыкантов, он занялся продюсированием дебютной работы его тогдашней подруги Мэнн, альбомом «Whatever», а также её второй работы — «I’m With Stupid». Помимо этих работ, Брайон занимался продюсированием альбомов для Фионы Эппл, Руфуса Вайнврайта, Элени Мандэлл, Рэтта Миллера, Робина Хичкока и Эван Дандо.
Брайон также являлся сопродюсером для альбома Канье Вэста «Late Registration» в 2005-м году.
Осенью 2002-го, Брайон начал работу над альбомом «Extraordinary Machine» совместно с Фионой Эппл, но впоследствии она подключала к работе Майка Элизондо и Брайана Кехью, друга Брайона, для завершения работ над альбомом. Версии песен, которыми занимался Брайон, впоследствии утекли в Интернет, и в результате вокруг альбома собрался своего рода культ ещё задолго до его выхода.
Брайон также работал над альбомом Шона Леннона «Friendly Fire», некоторые из треков которого он исполнил. Леннон сказал, что работать с ним было «будто бы я работаю с Принцем. Это то же, что в твоей комнате нарисовали какой-то странный инопланетный знак»
Несколько позже Брайон подключился к работе над альбомами британских поп-исполнителей Дайдо, Спуна и Keane, а также, в 2009-м году, принял участие в работе над «Jon Brion Remix EP» коллектива Of Montreal.

### Meaningless
Брайон подписал контракт с лейблом Lava/Atlantic в 1997-м году, но расторгнул его после того, как переключился на работу над своим дебютным соло-альбомом «Meaningless»; альбом был независимо выпущен в 2001-м году.
Ходят слухи о том, что Брайон работает над своим вторым полноразмерным альбомом на Abbey Road Studios.

### Саундтреки к фильмам
Брайон отмечал, что для работ над музыкой к фильмам он использовал первые образцы аналоговой семпл-техники, для создания близкой к реальному звучанию имитации определенных инструментов.
Брайон был номинирован на Грэмми, «Best Score Soundtrack Album», за его работу над фильмом «Магнолия» в 1999-м, и над «Вечное сияние чистого разума» в 2004-м.
В последний момент Брайона наняли для написания эпизодической музыки к фильму «Развод по-американски». Также он записывал музыку и подготавливал оригиналы для фильмов «Взломщики сердец», «Любовь, сбивающая с ног», «Сводные братья» и «Нью-Йорк, Нью-Йорк». Также он записал живое сопровождение для музыкальных комментариев на DVD-версии фильма «Сводные братья»

### Личная жизнь
Брайон встречался с комедийной актрисой Мэри Линн Райскаб в течение пяти лет, однако осенью 2002-го они расстались.